# Salangane de l'Himalaya
Aerodramus brevirostris
Espèce
Synonymes
- Hirundo brevirostris Horsfield, 1840
(protonyme)
- Collocalia brevirostris (Horsfield, 1840)

Statut de conservation UICN

 LC  : Préoccupation mineure
La Salangane de l'Himalaya (Aerodramus brevirostris) est une espèce d'oiseaux de la famille des Apodidae.

## Répartition
Cette espèce vit en Asie du Sud-Est.